# I Was Me (canción de Imagine Dragons)
«I Was Me» (en español: «Yo Era Yo») es una canción de la banda estadounidense de Rock alternativo Imagine Dragons. Fue lanzado como un sencillo benéfico sin álbum el 12 de octubre de 2015, por medio de KIDinaKORNER e Interscope Records.

## Publicación
El 12 de octubre de 2015, «I Was Me» fue lanzado a las tiendas de iTunes para el proyecto One4 con todas las ganancias destinadas a la Agencia de Refugiados de la ONU para apoyar a los refugiados que huyen, en particular en el Oriente Medio. El vocalista Dan Reynolds escribió un artículo de opinión sobre la crisis de Medium que fue publicado el 24 de octubre de 2015.

## Lista de sencillos
| I Was Me: Descarga digital |            |                 |          |  |
| N.º                        | Título     | Artista(s)      | Duración |  |
| 1.                         | «I Was Me» | Imagine Dragons | 3:16     |  |

## Créditos
Adaptado del sencillo «I Was Me».
I Was Me
- Interpretado por Imagine Dragons.
- Escrito por Dan Reynolds.
- Producido por Imagine Dragons.
- Masterizado por Joe LaPorta en “Sterling Sound” (Nueva York).

℗ 2015 KIDinaKORNER/Interscope Records
Imagine Dragons
- Dan Reynolds: Voz.
- Wayne Sermon: Guitarra acústica.

## Listas
| Lista (2015)                                | Mejor Posición |
| ------------------------------------------- | -------------- |
| Bélgica (Flandes) (Ultratip Bubbling Under) | 77             |
| Bélgica (Valonia) (Ultratip Bubbling Under) | 45             |
| Francia (SNEP)                              | 82             |
| Hungría (Single Top 40)                     | 15             |
| España (Top 100 Canciones)                  | 30             |
| Estados Unidos (Digital Songs)              | 46             |
| Estados Unidos (Alternative Airplay)        | 16             |